# Rheinsberg
Rheinsberg (plattdeutsch: Rhinsbarg) ist eine Stadt im Landkreis Ostprignitz-Ruppin in Brandenburg, gelegen am Rhin, einem Nebenfluss der Havel. Die Kernstadt mit den Ortsteilen Kleinzerlang und Flecken Zechlin ist ein staatlich anerkannter Erholungsort. Rheinsberg gehört zu den nach Fläche größten Gemeinden Deutschlands.
Die Geschichte des Ortes hängt vor allem mit dem Schloss Rheinsberg zusammen. Bekannt wurde Rheinsberg durch das Buch Rheinsberg: Ein Bilderbuch für Verliebte von Kurt Tucholsky und durch die Erwähnung in den Wanderungen durch die Mark Brandenburg von Theodor Fontane. Es liegt im Urlaubsgebiet Neustrelitzer Kleinseenland der Mecklenburgischen Seenplatte.

## Geographie
Rheinsberg gehört zum Ruppiner Land. Es liegt im Rheinsberger Seengebiet, dem südwestlichen Teil des Neustrelitzer Kleinseenlandes, zwischen vielen großen und kleinen Seen (der Hauptort am Grienericksee) und in einer abwechslungsreichen, hügeligen Waldlandschaft. Südlich von Rheinsberg schließt sich die Ruppiner Schweiz an, im Westen erstreckt sich die übrige Wittstock-Ruppiner Heide, die teilweise als Truppenübungsplatz Wittstock militärisch genutzt wurde.

## Stadtgliederung

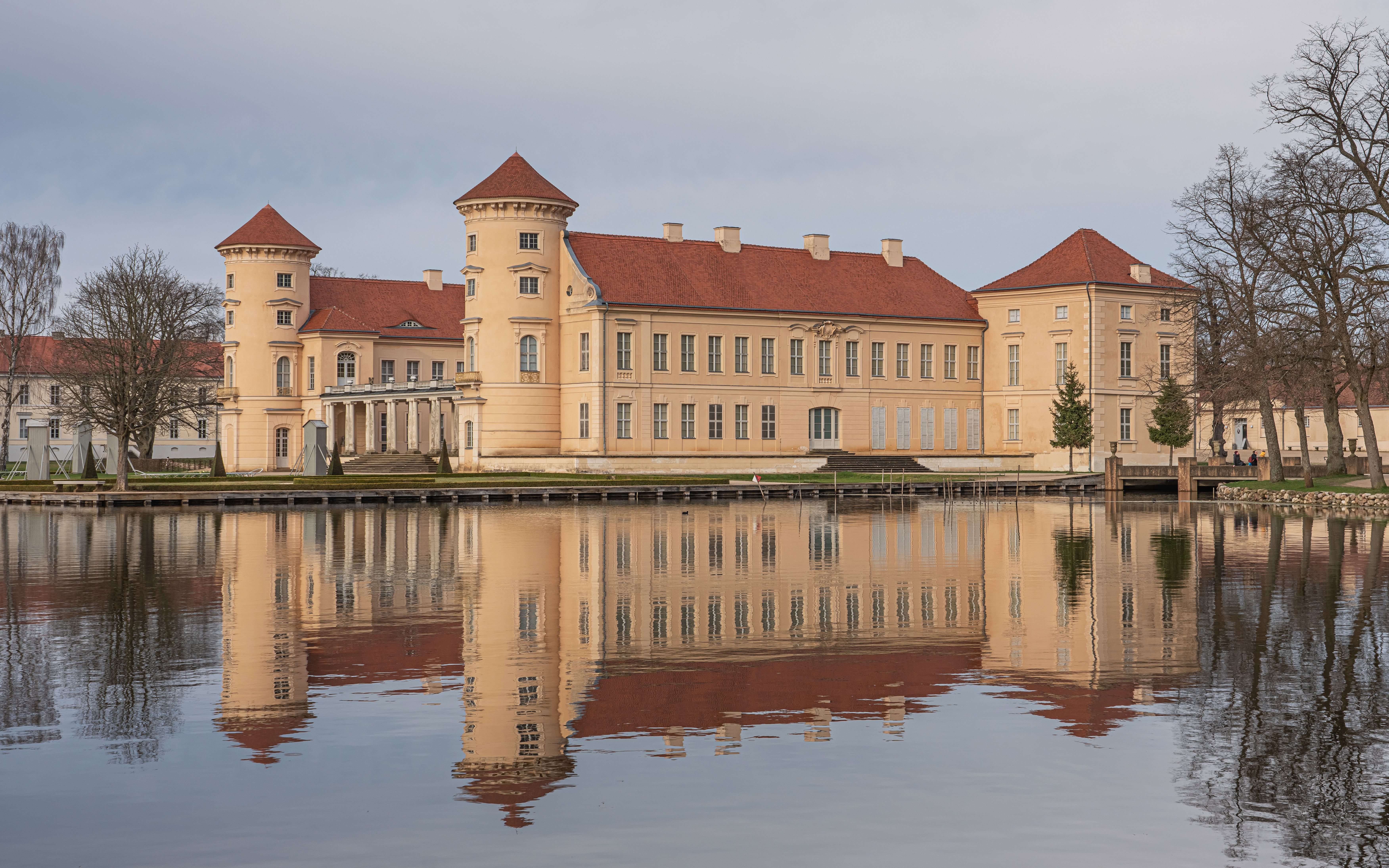
Schloss Rheinsberg

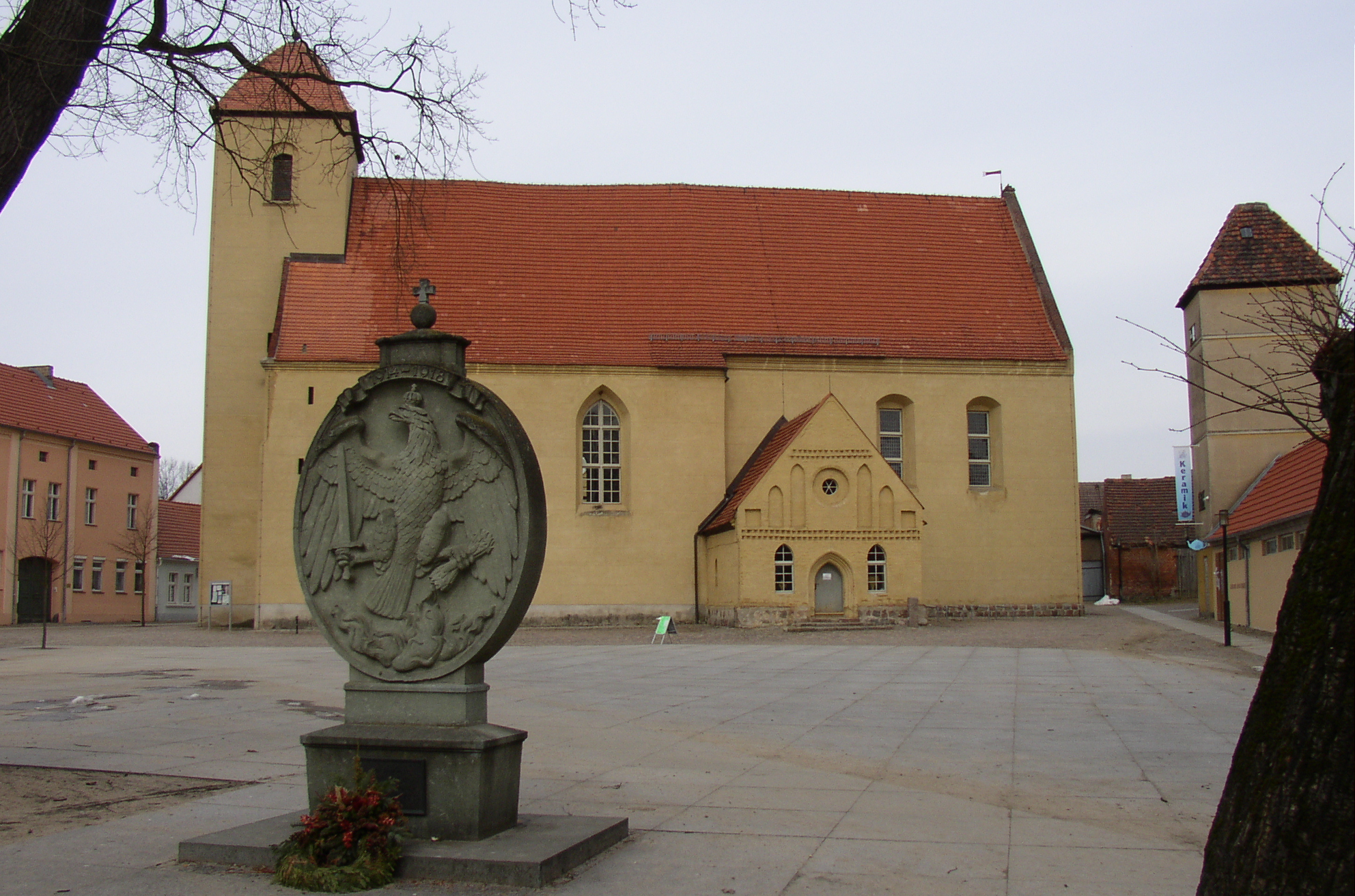
Evangelische Kirche St. Laurentius in Rheinsberg, im Vordergrund der Marktplatz mit dem Gedenkstein für die Gefallenen des Ersten Weltkrieges.

Die Stadt Rheinsberg besteht aus 17 Ortsteilen, dazu kommt eine Reihe weiterer Gemeindeteile und Wohnplätze:

### Ortsteile
Basdorf, Braunsberg, Dierberg, Dorf Zechlin, Flecken Zechlin, Großzerlang, Heinrichsdorf, Kagar, Kleinzerlang, Linow, Luhme, Rheinsberg, Schwanow, Wallitz, Zechlinerhütte, Zechow, Zühlen

### Bewohnte Gemeindeteile
Adamswalde, Alt Lutterow, Beckersmühle, Beerenbusch, Charlottenau, Feldgrieben, Heimland, Heinrichsfelde, Hohenelse, Kolonie, Köpernitz, Köpernitzer Mühle, Linowsee, Lotharhof, Möckern, Neu Lutterow, Neuköpernitz, Neumühl, Paulshorst, Prebelow, Repente, Rheinshagen, Schlaborn, Uhlenberge, Warenthin, Wittwien

### Wohnplätze
Berkholzofen, Boberow, Grüne Hütte, Pariser Eiche, Possluch, Schleuse Wolfsbruch

### Wüstungen
Zu Rheinsberg gehören die Wüstungen Zootzen und Gollinsofen.

## Geschichte
Rheinsberg erhielt nach verbreiteter Meinung seinen Namen von Siedlern aus dem Niederrheingebiet im Zuge der Ostkolonisation im 12. Jahrhundert. Eine eigenständige germanische Bildung vom selben Wortstamm für „rinnen, fließen“ kann aber nicht ausgeschlossen werden. Obwohl die Umgebung des Flusses einige Jahrhunderte lang von Slawen besiedelt war, ist ein slawischer Name nicht überliefert.
Die Gegend um Rheinsberg war schon sehr früh besiedelt. Siedlungsreste wurden auf der Insel Remus im Rheinsberger See gefunden. 1524 kam Rheinsberg mit der Herrschaft Ruppin an die Mark Brandenburg. Rheinsberg ist untrennbar mit dem Schloss Rheinsberg und dem Herrschergeschlecht der Hohenzollern verbunden. Seit dem Erwerb Rheinsbergs durch den preußischen König Friedrich Wilhelm I. und nach dem Brand der Stadt im Jahr 1740 wurden Stadt und Schloss (ursprünglich ein Renaissancebau von 1566) von den Baumeistern Johann Gottfried Kemmeter und Georg Wenzeslaus von Knobelsdorff wieder aufgebaut. Das Residenzschloss Friedrichs des Großen gilt als Musterbau des friderizianischen Rokokos und diente als Vorlage für Potsdam-Sanssouci. In der hiesigen kronprinzlichen Kapelle wirkte Carl Philipp Emanuel Bach als Kammer-Cembalist Friedrichs II. Durch den Um- und Ausbau des Schlosses entwickelte sich Rheinsberg zu einer kleinen barocken Residenzstadt.
Im Jahr 1762 wurde eine Manufaktur für Steingut gegründet, die bald zu den größten in Preußen gehörte. Die Steingutfertigung wurde in Manufakturen wechselnder Besitzer bis 2022 industriell fortgesetzt.
Nachdem Friedrich II. König geworden war, trat er das Anwesen an seinen Bruder Heinrich ab, der das Schloss bis zu seinem Tode (1802) bewohnte und weiter erweitern und umbauen ließ.
Von 1919 bis 1925 wurde die Gartenstadt, Werkssiedlung Rhinhöhe für die Belegschaft der Keramikfabrik Christian Carstens KG an der Lindenallee gebaut. Die Gartenstadt umfasste ursprünglich 29 Einfamilienhäuser, 13 Doppelhäuser und ein Ledigenwohnheim. Besondere Dachformen zeichnen die Bauform der Siedlung aus. Das Großunternehmen Carstens besaß mehrere Keramikwerke und 14 Porzellanfabriken, es war nach Villeroy & Boch der zweitgrößte Keramikproduzent in Deutschland. Der Vertrieb hatte Überseehandel.
1966 wurde nahe Rheinsberg am Großen Stechlinsee das Kernkraftwerk Rheinsberg in Betrieb genommen. Es prägte bis zu seiner Abschaltung 1990 die Stadt als größter Arbeitgeber.
Die Gemeinden Basdorf, Braunsberg, Dierberg, Dorf Zechlin, Flecken Zechlin, Großzerlang, Heinrichsdorf, Kagar, Kleinzerlang, Linow, Luhme (mit dem am 1. Juli 1950 eingemeindeten Ort Repente), Schwanow, Wallitz, Zechlinerhütte, Zechow und Zühlen wurden am 26. Oktober 2003 eingegliedert.
Rheinsberg ist seit 1968 staatlich anerkannter Erholungsort. Später wurden Kleinzerlang (seit 2004) und Flecken Zechlin (seit 2011) in dieses Prädikat eingeschlossen, ohne dass die Ortsteile aneinandergrenzen.

## Bevölkerungsentwicklung
| Jahr | Einwohner |
| ---- | --------- |
| 1875 | 2 251     |
| 1890 | 2 437     |
| 1910 | 2 991     |
| 1925 | 3 269     |
| 1933 | 3 343     |
| 1939 | 3 722     |

| Jahr | Einwohner |
| ---- | --------- |
| 1946 | 4 215     |
| 1950 | 4 125     |
| 1964 | 5 271     |
| 1971 | 5 572     |
| 1981 | 5 366     |
| 1985 | 5 373     |

| Jahr | Einwohner |
| ---- | --------- |
| 1990 | 5 514     |
| 1995 | 5 274     |
| 2000 | 5 153     |
| 2005 | 9 005     |
| 2010 | 8 466     |
| 2015 | 8 153     |

| Jahr | Einwohner |
| ---- | --------- |
| 2020 | 7 948     |
| 2021 | 7 871     |
| 2022 | 7 742     |
| 2023 | 7 760     |
| 2024 | 7 699     |

Gebietsstand des jeweiligen Jahres, Einwohnerzahl: Stand 31. Dezember (ab 1991), ab 2011 auf Basis des Zensus 2011, ab 2022 auf Basis des Zensus 2022

## Politik

### Stadtverordnetenversammlung
Die Stadtverordnetenversammlung von Rheinsberg besteht aus 18 Stadtverordneten und dem hauptamtlichen Bürgermeister. Die Kommunalwahl am 9. Juni 2024 führte bei einer Wahlbeteiligung von 67,9 % zu folgendem Ergebnis:
| Partei / Wählergruppe                 | Stimmenanteil 2019 | Sitze 2019 |  | Stimmenanteil 2024 | Sitze 2024 |
| ------------------------------------- | ------------------ | ---------- |  | ------------------ | ---------- |
| BVB/Freie Wähler Rheinberg            | 45,1 %             | 8          |  | 44,6 %             | 8          |
| CDU                                   | 13,6 %             | 3          |  | 28,1 %             | 5          |
| SPD                                   | 21,5 %             | 4          |  | 10,3 %             | 2          |
| Die Linke                             | 11,3 %             | 2          |  | 09,8 %             | 2          |
| FDP                                   | 06,0 %             | 1          |  | 04,1 %             | 1          |
| Bündnis 90/Die Grünen                 | –                  | –          |  | 03,2 %             | –          |
| Piraten                               | 01,5 %             | –          |  | –                  | –          |
| Kreisbauernverband Ostprignitz-Ruppin | 01,0 %             | –          |  | –                  | –          |
| Insgesamt                             | 100 %              | 18         |  | 100 %              | 18         |

### Bürgermeister
(ohne kommissarische):
| - 1731 Adolf von Kröcher - 1747 Mundt - 1776 Anton J. H. Hinten - 1802 Heinrich E. Richard - 1810 Le Beauld de Nans - 1811 Johann F. Cämmerer - 1816 Ludwig H. Betzien - 1819 Heinrich E. Richard - 1830 Ludwig Ch. Ph. Zarnack - 1840 Karl L. a. Hoppe - 1848 Heinrich F. Illiger - 1854 Carl F. E. H. Steinhausen - 1857 Rathsack | - 1872 Laser - 1874 Ewald Puhlmann - 1876 Fritz Goetsch - 1880 Fritz Dümichen - 1884 Stromeyer - 1897 Henke - 1903 Richard Busch - 1919 Poppe - 1922 Hermann Selbach - 1930 Walter Leibel - 1938 Fritz Ostwald - 1945 Koch (bis 10.05.) - 1945 Hans Sieg | - 1948 Haagen - 1950 Bogel - 1951 Werner Hoffmann - 1953 Erich Murawski - 1957 Guse - 1958 Kurt Schöppscheck - 1965 Hans Wick - 1977 Hanna Schiemann - 1980 Peter Ortmann - 1989 Detlef Hohlfeldt - 1990 Manfred Richter (SPD) - 2010 Jan-Pieter Rau (CDU) - 2018 Frank-Rudi Schwochow (BVB/Freie Wähler) |

Schwochow wurde in der Bürgermeisterstichwahl am 15. Oktober 2017 mit 50,5 % der gültigen Stimmen gewählt. Seine Amtszeit beträgt acht Jahre.

### Wappen
| Wappen von Rheinsberg | Blasonierung: „Im rot-silbern gespaltenen Schild ein Adler in verwechselten Farben, belegt mit einem silbern-schwarz gevierten Herzschild.“ |
| Wappen von Rheinsberg | Das Wappen wurde am 11. August 1994 durch das Ministerium des Innern genehmigt und nochmals am 4. März 2004 bestätigt.                      |

### Dienstsiegel
Das Dienstsiegel zeigt das Wappen der Stadt mit der Umschrift STADT RHEINSBERG • LANDKREIS OSTPRIGNITZ-RUPPIN.

### Städtepartnerschaften
Rheinsberg unterhält Partnerschaften zu Ascheberg in Nordrhein-Westfalen seit 1991, Fangasso in Mali seit 1994, Huber Heights in den USA seit 1995, Mariefred in Schweden seit 1994 und Toftlund in Dänemark seit 1995.

## Sehenswürdigkeiten und Kultur

### Bauwerke
- Schloss Rheinsberg
- Evangelische Kirche St. Laurentius aus dem 13. Jahrhundert mit Renaissance-Ausstattung
- Ehemaliges Kavalierhaus, seit 1991 ist hier die Bundes- und Landesmusikakademie untergebracht, welche das Schlosstheater betreibt
- Alfred-Wegener-Gedenkstätte (Polarforschung) in Zechlinerhütte, 5 km nördlich von Rheinsberg.
- Postmeilensäule aus dem 18. Jahrhundert
- Wartturm aus dem 18. Jahrhundert; erbaut zur Zeit Prinz Heinrichs
- Werkssiedlung Rhinhöhe[16] in Rheinsberg, Gartenstadt Häuserensemble der 1920er Jahre, Bauzeit 1919 bis 1925, 1930 Weiterführung
- Todesmarsch-Tafel von 1976 im Ortszentrum von Flecken Zechlin zur Erinnerung an die im April 1945 umgekommenen Häftlinge des KZ Sachsenhausen
- Gedenkstein für sieben Todesopfer von KZ-Häftlingen auf dem Friedhof des Ortsteils Flecken Zechlin an der Hugo-von Graevenitz-Straße
- Grabstein am Südrand des Friedhofes im Ortsteil Linow zum Gedenken an die 15 KZ-Häftlinge, die den Todesmarsch im April 1945 nicht überlebten
- Ehrengrabanlage auf dem Städtischen Friedhof Rheinsberg an der Schlossstraße für umgekommene Häftlinge des Todesmarsches
- Gedenkstein für die Toten der Kriege auf dem Städtischen Friedhof Rheinsberg
- Bahnhof Rheinsberg (Mark) und Bahnanlagen
- Holländer Windmühle einen Kilometer südlich vom Stadtkern, 1897 bis 1900 erbaut, 1999 wurde die Haube mit den vier Flügeln rekonstruiert[17]

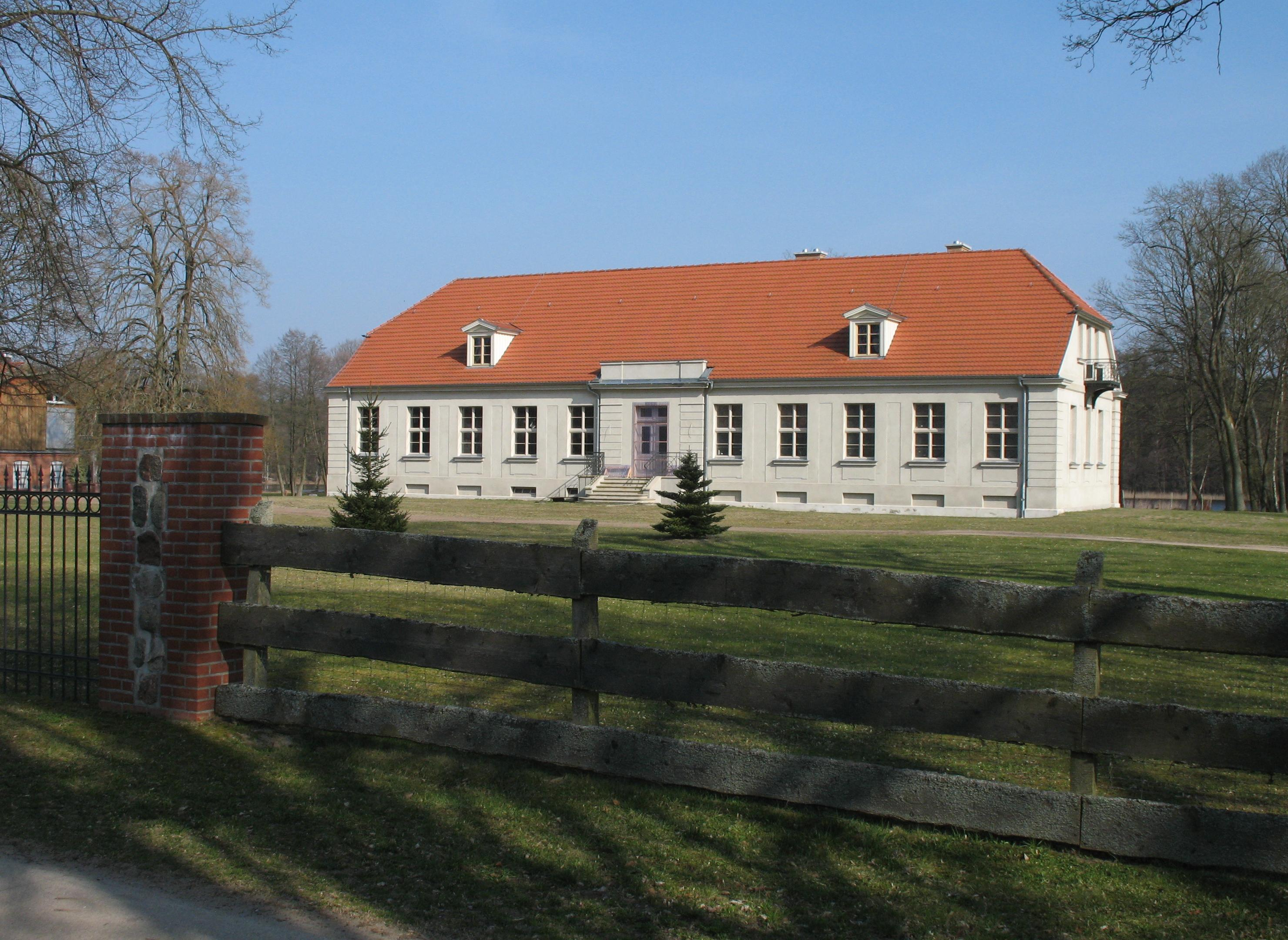
Gutshaus am Haussee in Wittwien
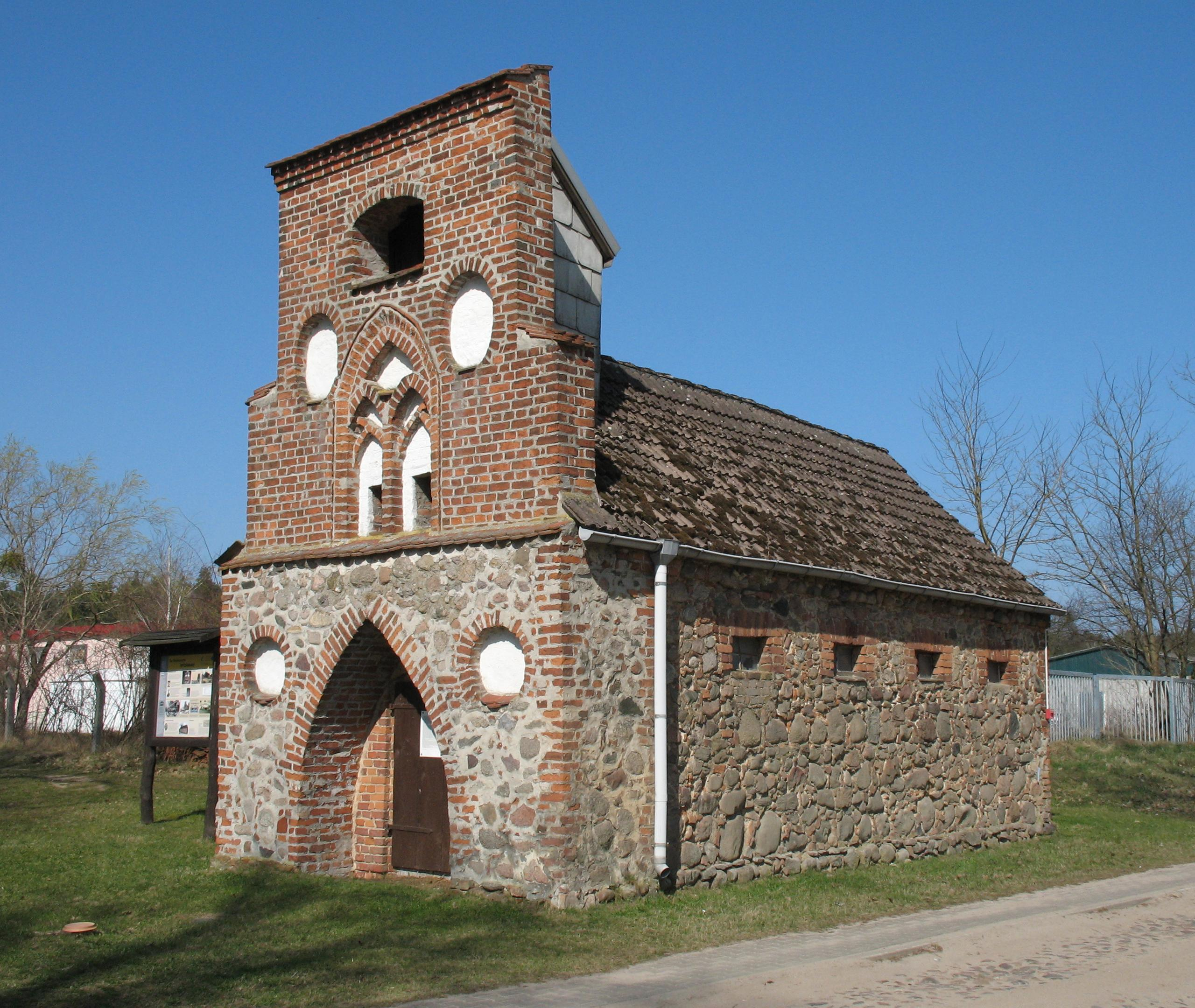
Spritzenhaus in Heinrichsdorf
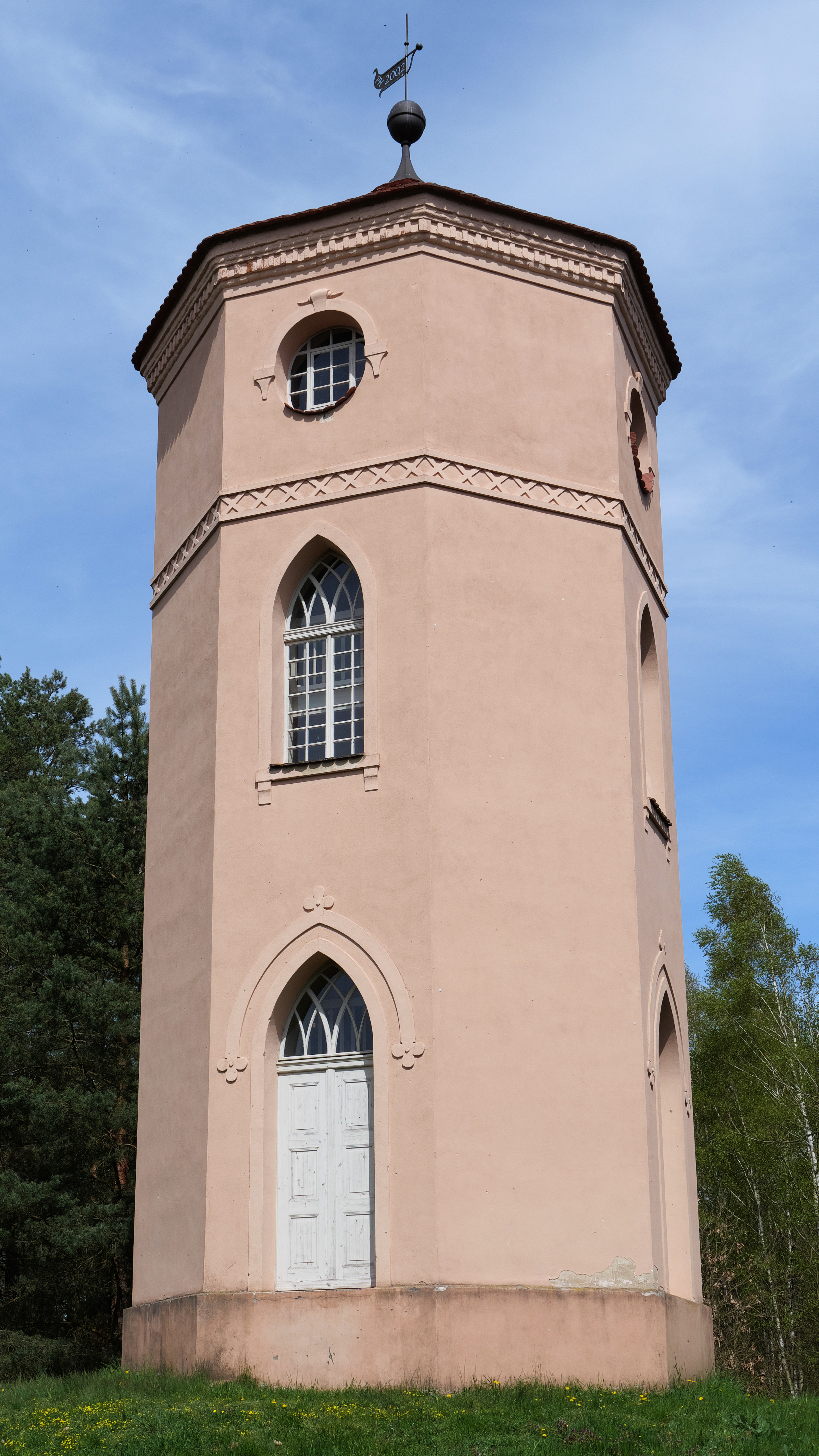
Wartturm von Süden aus gesehen
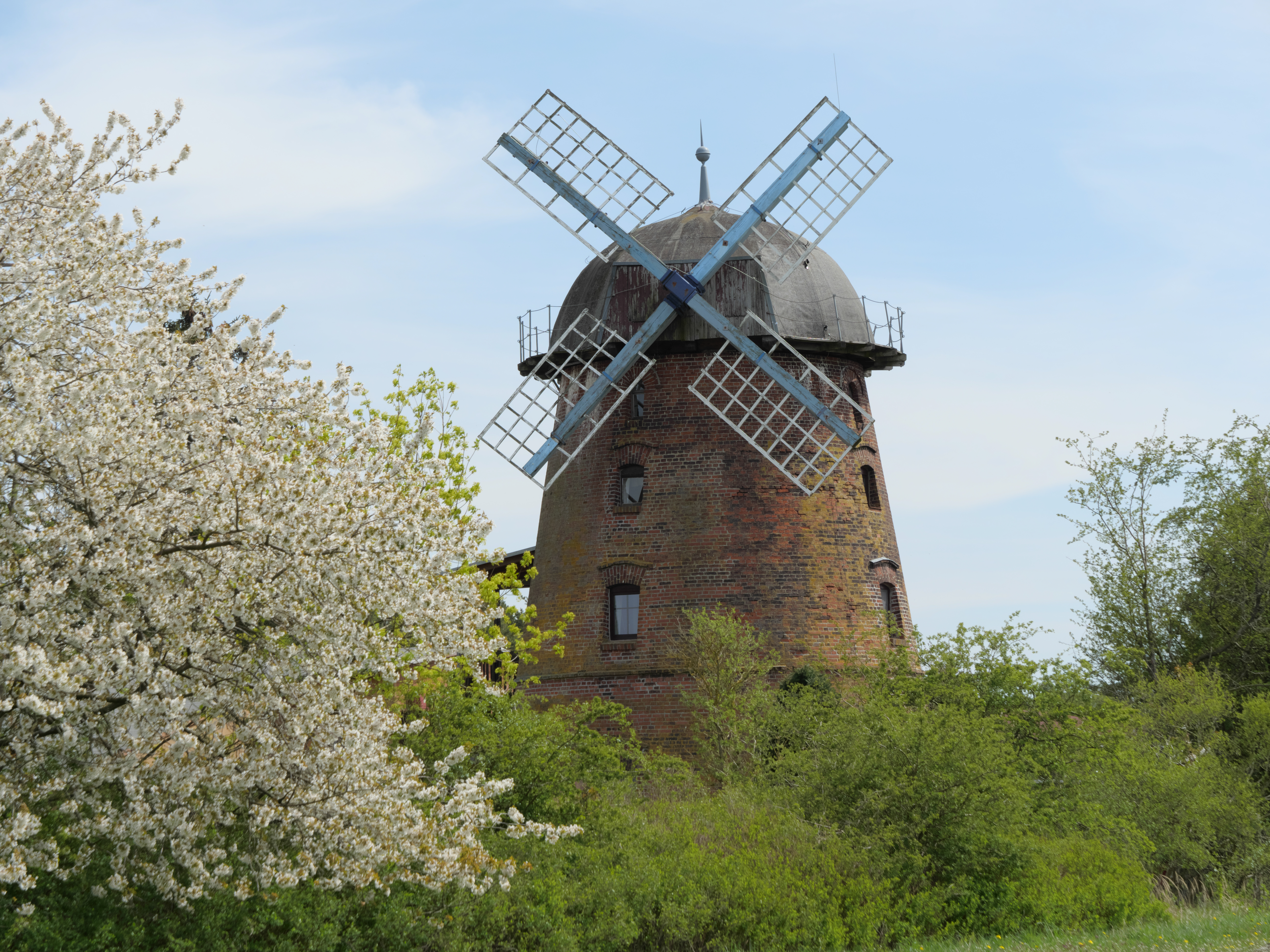
Holländer Windmühle von Westen aus gesehen

### Museen

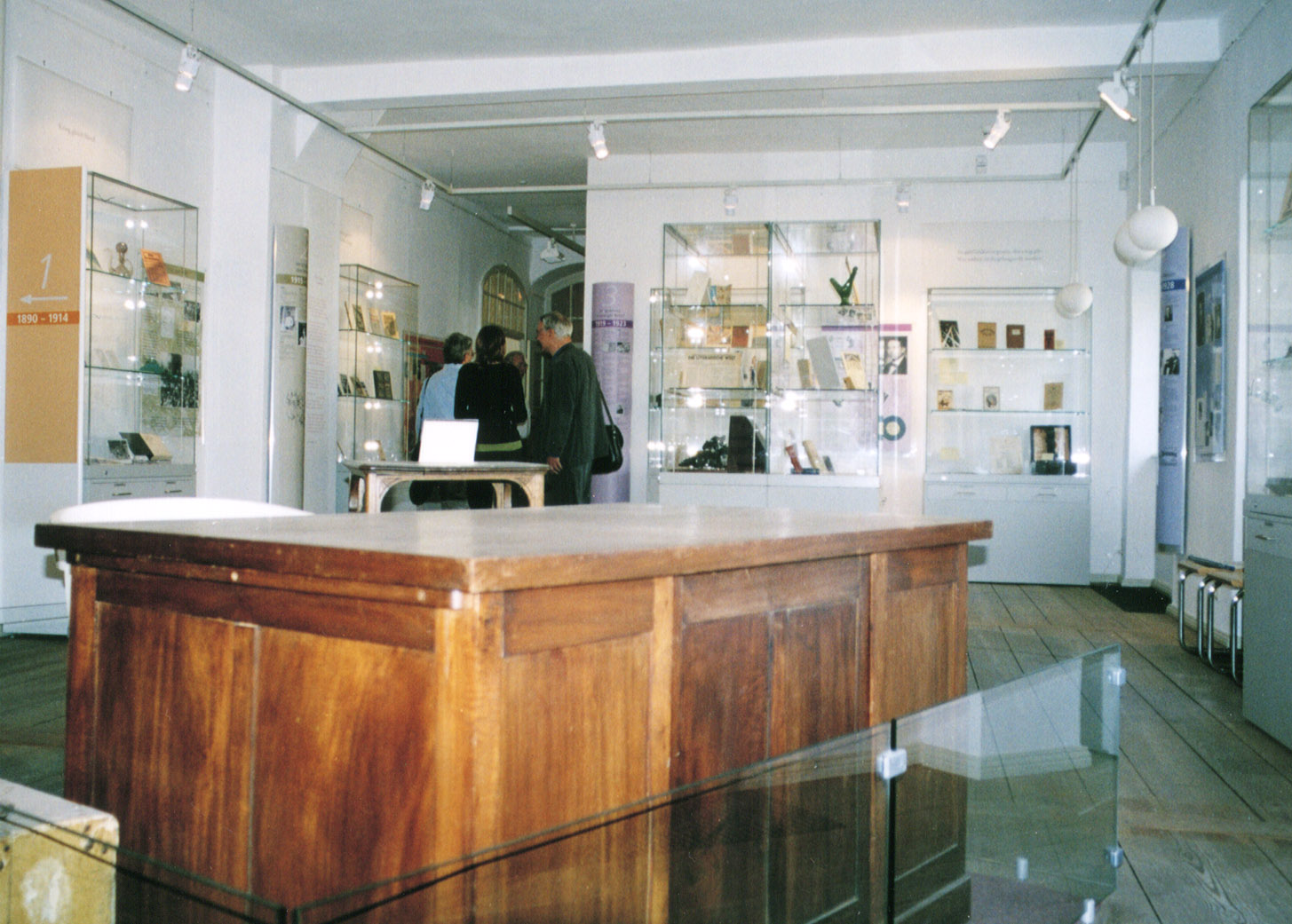
Tucholskys Schreibtisch aus der Villa Nedsjölund in Hindås (Schweden) im Kurt-Tucholsky-Literaturmuseum

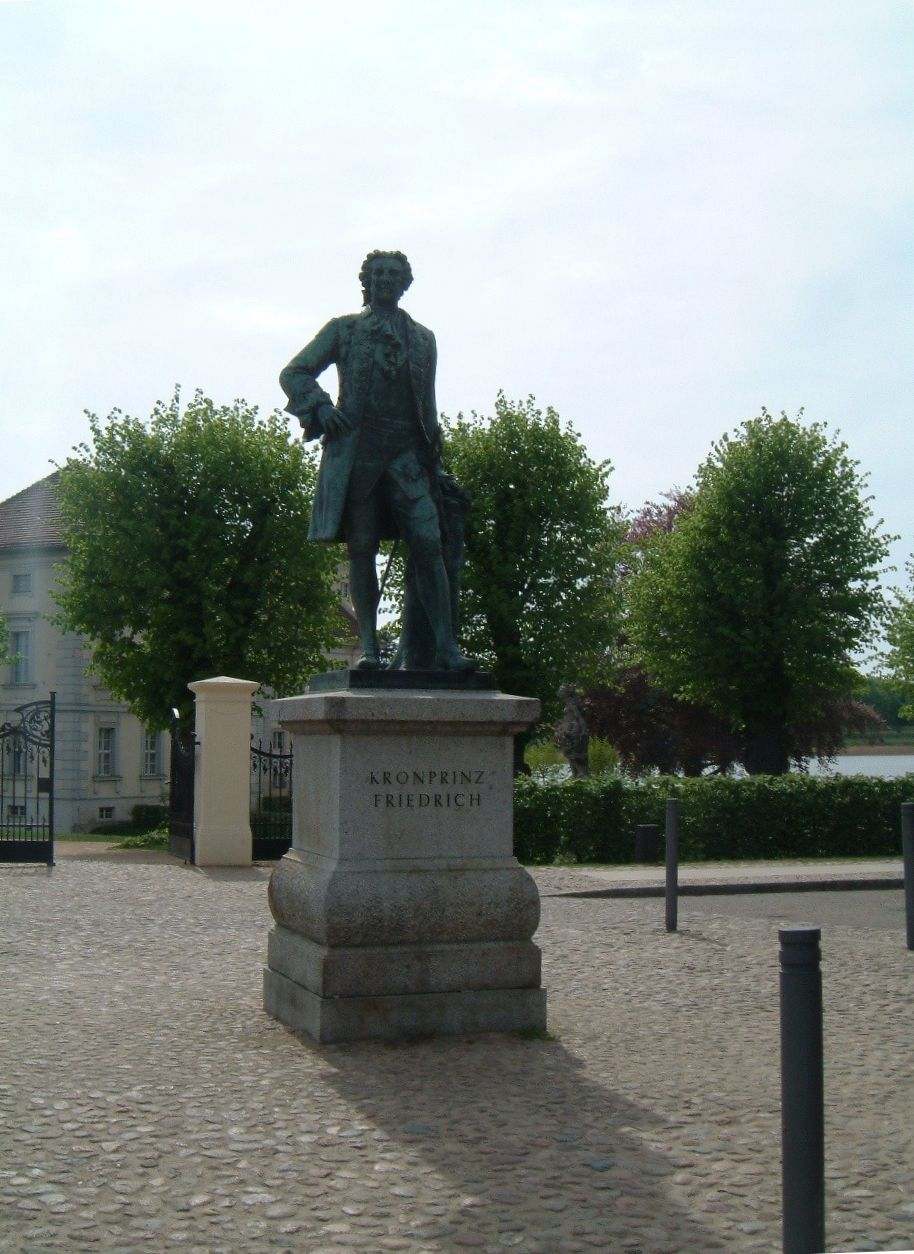
Denkmal des Kronprinzen Friedrich vor dem Schloss Rheinsberg von Gottlieb Elster (1903)

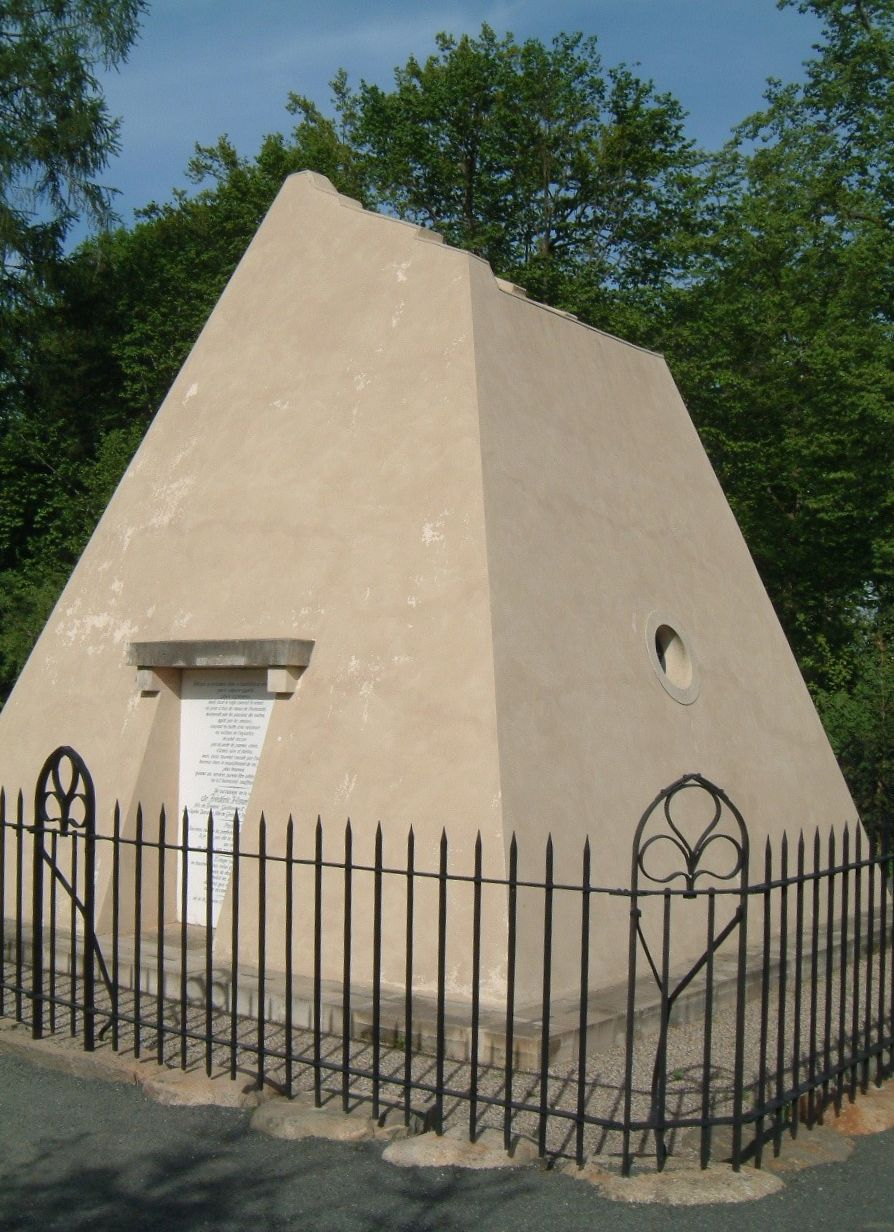
Grabpyramide des Heinrich von Preußen im Schlosspark von Rheinsberg

- Schloss Rheinsberg, von 1734 bis 1739 umgebaut von Georg Wenzeslaus von Knobelsdorff, von 1736 bis 1740 Wohnsitz von Kronprinz Friedrich (dem späteren König Friedrich II. von Preußen) sowie dessen Bruder Heinrich Prinz von Preußen (1726–1802), in der DDR-Zeit Diabetiker-Klinik, jetzt Museum und Kurt Tucholsky Literaturmuseum
- Kurt-Tucholsky-Literaturmuseum, dokumentiert das literarische Schaffen des Schriftstellers Kurt Tucholsky. Das Archiv wird durch ständig wechselnde Ausstellungen, Vorträge und Lesungen ergänzt. Das Kurt Tucholsky Literaturmuseum wurde in das „Blaubuch“ der Bundesregierung als ein „kultureller Gedächtnisort“ mit nationaler Bedeutung aufgenommen.
- Keramikmuseum Rheinsberg, zeigt die geschichtliche Entwicklung von Dekor und Form der Rheinsberger Keramik seit 1762
- Eisenbahnmuseum im ehemaligen Lokschuppen des Bahnhofs, von der Arbeitsgemeinschaft Rheinsberger Bahnhof betrieben

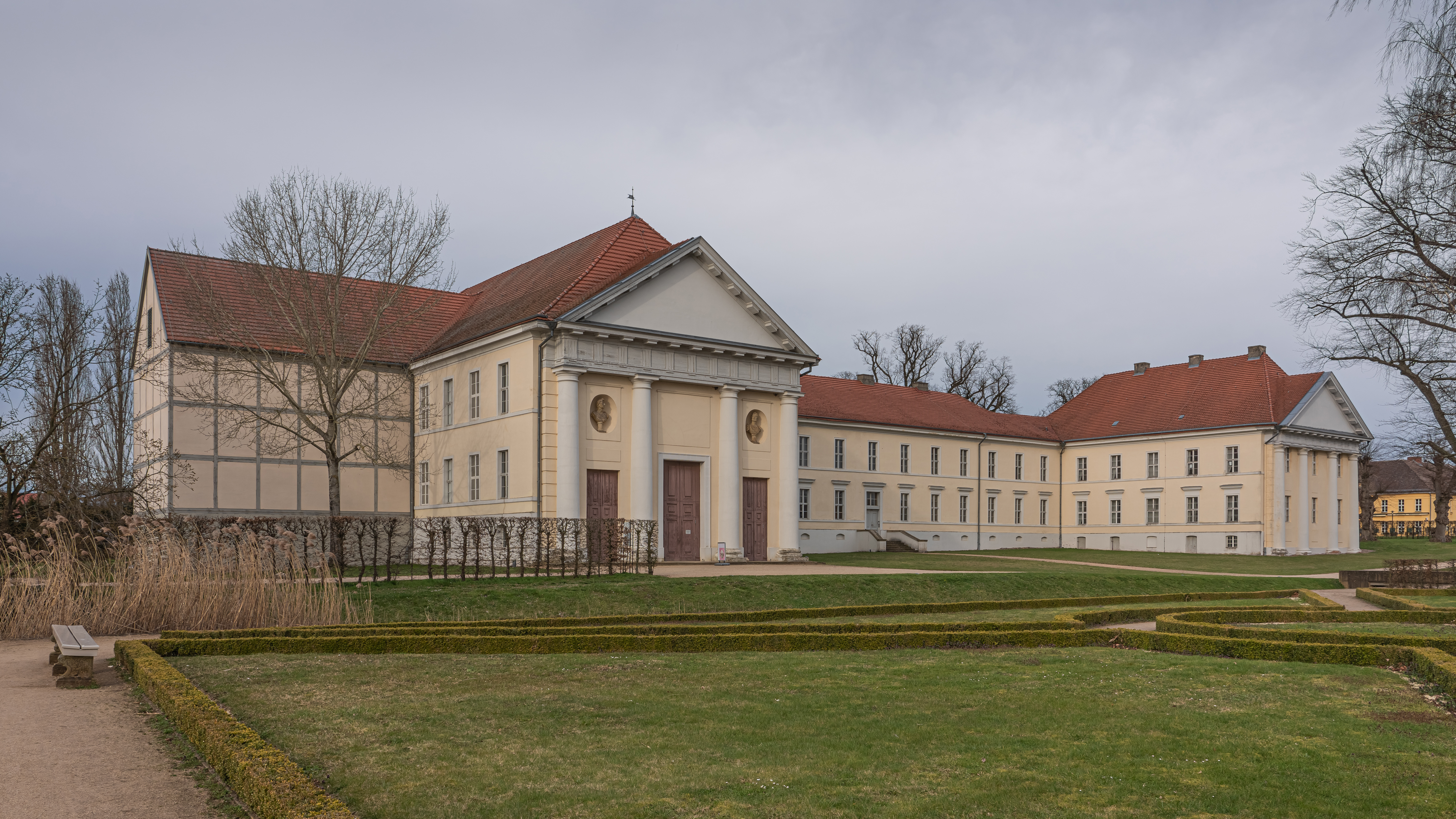
Konzerthaus Rheinsberg

### Musik und Theater
Rheinsberg hat eine lange kulturelle Tradition. Sie geht schon auf den damaligen Kronprinzen Friedrich zurück, der um sich bildende Künstler und Musiker versammelte.
- Rheinsberger Musiktage, seit 1948 – mit einigen Jahren Unterbrechung – jährlich zu Pfingsten veranstaltet
- Kammeroper Schloss Rheinsberg, vom Komponisten Siegfried Matthus initiiertes und bis 2014 geleitetes internationales Opernfestival, in dem jungen aufstrebenden Künstlern im Ergebnis eines Vorsingewettbewerbes die Möglichkeit gegeben wird, unter Anleitung bedeutender Mentoren Opernpartien einzustudieren und diese auch aufzuführen. Das Festival findet seit 1991 jährlich im Juli und August statt. Open-Air Aufführungsorte sind das Heckentheater im Schlosspark und der Schlosshof.
- Musikakademie Rheinsberg, 1991 auf Initiative von Ulrike Liedtke als Projekt des Kunst- und Kulturvereins Rheinsberg gegründet, besteht weiter als Bundes- und Landesakademie. Sie ist als Arbeits-, Fortbildungs- und Begegnungsstätte für professionelle und Laienmusiker gemäß dem Brandenburgischen Weiterbildungsgesetz anerkannt, Mitglied im Arbeitskreis Musikalischer Bildungsstätten Deutschlands und ist förderungsfähig als Träger der freien Jugendhilfe gemäß § 75 SGB VIII. Schüler und Studenten, Laien und Profis proben das ganze Jahr in den Räumlichkeiten des Kavalierhauses und geben Konzerte im Spiegelsaal des Schlosses sowie seit 2000 auch im Schlosstheater.
- Brandenburgische Sommerkonzerte, gastieren jährlich in Rheinsberg, meist in der Laurentiuskirche

### Regelmäßige Veranstaltungen
- Einmal jährlich finden die deutschlandweiten bzw. internationalen Tanzturniere, die International German Classics / die Deutschen Meisterschaften / der Deutschlandpokal im Rollstuhltanz, vom National Paralympic Committee Germany ausgerichtet, statt.[18]
- Regelmäßig finden die Wettkämpfe um den Deutschlandpokal im Rollstuhltischtennis[19] und Wettkämpfe im Rollstuhlrugby statt.[20]
- Seit 1994 stellen jährlich internationale Keramikkünstler ihre Waren am zweiten Oktoberwochenende auf dem „Rheinsberger Töpfermarkt“ aus.[21] Seit 2007 findet im Frühjahr der „Kunsthandwerkermarkt“ statt, bei dem neben Keramikwaren auch andere handwerkliche Produkte präsentiert werden.
- Zum 100-jährigen Jubiläum des Bahnhofs, 1999, fand das erste Rheinsberger Bahnhoffest statt, das seitdem jährlich durchgeführt wird.

### Kunst- und Kulturverein Rheinsberg
Der 1990 gegründete Kunst- und Kulturverein Rheinsberg e. V. (KuK) will die barocke Residenzstadt und die Schlossanlage einschließlich Schlosstheater, Kavaliershaus und Schlosspark als Kulturdenkmal von historischem Rang erhalten und als künstlerisch-kulturelles Zentrum in der Mark Brandenburg weiterentwickeln.
Der Verein fördert die Kammeroper Schloss Rheinsberg und die Musikakademie Rheinsberg, ist in beiden GmbH Gesellschafter und arbeitet in diesen Gremien mit.
Weitere Arbeitsziele sind die Förderung des Schlossmuseums und des Parks, des Kurt-Tucholsky-Literaturmuseums und der Galerie für Bildende Kunst, der Bibliothek sowie der „Langen Nacht der Künste“ und die Durchführung des „Fridericianischen Symposions“. Das Fridericianische Symposion wurde von Jürgen Ziechmann 1991 gegründet und findet jährlich am zweiten Wochenende im Mai statt.

### Stadtschreiber zu Rheinsberg
Die Stadt vergibt seit 1995 im Gedenken an Kurt Tucholsky jährlich zwei fünfmonatige Stipendien in Höhe von 5.000 Euro für ihre Stadtschreiber. Es ist verbunden mit der freien Unterkunft in der Rheinsberger Stadtschreiberwohnung im Marstall des Schlosses. Wie sich die Stadt Rheinsberg „in besonderer Weise dem Werk des großen Humanisten verpflichtet“ hat, wird von den Stadtschreibern erwartet, „daß auch sie sich dem demokratischen Vermächtnis Tucholskys verpflichtet [fühlen]“ (Richtlinien für die Vergabe des Stipendiums „Stadtschreiber zu Rheinsberg“). Ausdrücklich sollen auch „nicht-deutsche Autoren [gefördert werden], die in Deutschland im Exil leben“.
Bisherige Preisträger:
- Giwi Margwelaschwili, Barbara Köhler (1995)
- Bert Papenfuß, Wolfgang Hilbig (1996)
- Judith Kuckart, Rajvinder Singh (1997)
- Peter Brasch, Inka Bach (1998)
- Annett Gröschner, Stefan Tontic (1999)
- Tilo Köhler, Thomas Hartwig (2000)
- Katja Lange-Müller, Jürgen Israel (2001)
- Michael Wildenhain, Christina Mansfeld (2002)
- Eberhard Häfner, Gerhard Falkner (2003)
- Martin Hoffmann, Brigitte Struzyk (2004)
- Thorsten Becker, Uwe Kolbe (2005)
- Tom Wolf, Apti Bisultanov (2006)
- Julia Schoch, Lothar Trolle (2007)
- Gregor Laschen, Richard Pietraß (2008)
- Wiglaf Droste, Ulrich Enzensberger (2009)
- Marion Poschmann, Volker Braun (2010)
- Regina Scheer, Christina Koenig (2011)
- Tom Schulz, Ralph Hammerthaler (2012)
- Marc Kayser, Peggy Mädler (2013).
- Johannes Groschupf, Michael Wüstefeld (2014)
- Thomas Rosenlöcher, Marion Brasch (2015)
- Antje Rávic Strubel, Christoph Klimke (2016)
- Kathrin Schmidt, Ahne (2017)
- Grit Poppe, Jan Faktor (2018)
- Akos Doma, Martin Ahrends (2019)
- Ron Winkler, Widad Nabi (2020)
- Manja Präkels, AnniKa von Trier (2021)
- Stefanie Oswalt, Annette Leo (2022)
- Torsten Schulz, Massum Faryar (2023)
- Carolin Würfel, Max Czollek (2024)
- Olga Hohmann (2025)

## Wirtschaft und Infrastruktur

### Ansässige Unternehmen
- Entsorgungswerke für Nuklearanlagen, betreiben seit 1995 den Abriss des Kernkraftwerks Rheinsberg
- Rheinsberger Preussenquelle, fördert seit 2007 in Rheinsberg Mineralwasser und vermarktet es regional in einem Umkreis von ca. 300 km.[24] Die Preussenquelle erhielt als erster Betrieb in Brandenburg das Gütesiegel als „Bio-Mineralwasser“.[25]

### Verkehr

#### Bahnverkehr
Rheinsberg hat seit 1899 einen Bahnhof an der Löwenberg-Lindow-Rheinsberger Eisenbahn. Auf der Regionalbahnlinie RB 54, betrieben von der Niederbarnimer Eisenbahn, nach Löwenberg (Mark) verkehren täglich neun Zugpaare, die dort direkten Anschluss zur RB 12 nach und von Berlin haben. Am Wochenende beginnt und endet jeweils ein Zug in Berlin am Ostkreuz.
Zwischen 1928 und 1945 gab es zudem eine Fortsetzung der Strecke bis Flecken Zechlin sowie von 1958 bis 1996 zum Kernkraftwerk am Großen Stechlinsee.

#### Busverkehr
Durch die Ostprignitz-Ruppiner Personennahverkehrsgesellschaft ist Rheinsberg mit einer PlusBus- sowie weiteren Regionalbuslinien erreichbar.

#### Straßenverkehr
Rheinsberg liegt an der Bundesstraße 122 von Alt Ruppin nach Wesenberg und an der Landesstraße L 15 zwischen Wittstock/Dosse und Fürstenberg/Havel. Wittstock und Neuruppin sind die nächstgelegenen Autobahnanschlussstellen an der A 24.

#### Wasser
Auf dem Wasserweg ist der Rheinsberger See nach Norden mit der Mecklenburgischen Seenplatte schiffbar verbunden. Die Verbindung nach Süden über den Rhin zum Ruppiner See ist auf kleine Wasserfahrzeuge und zeitlich beschränkt.

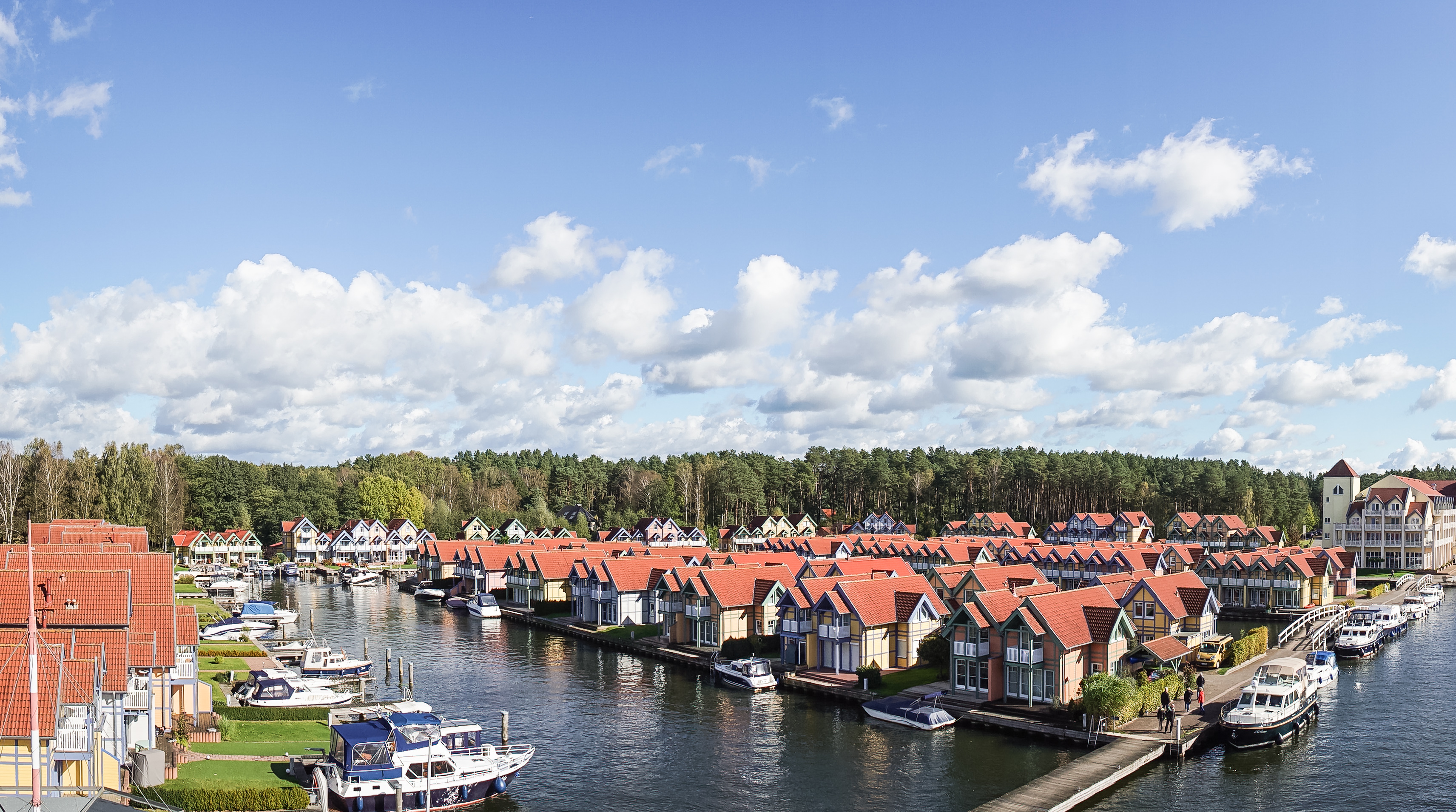
Blick vom Leuchtturm ins Hafendorf

### Tourismus

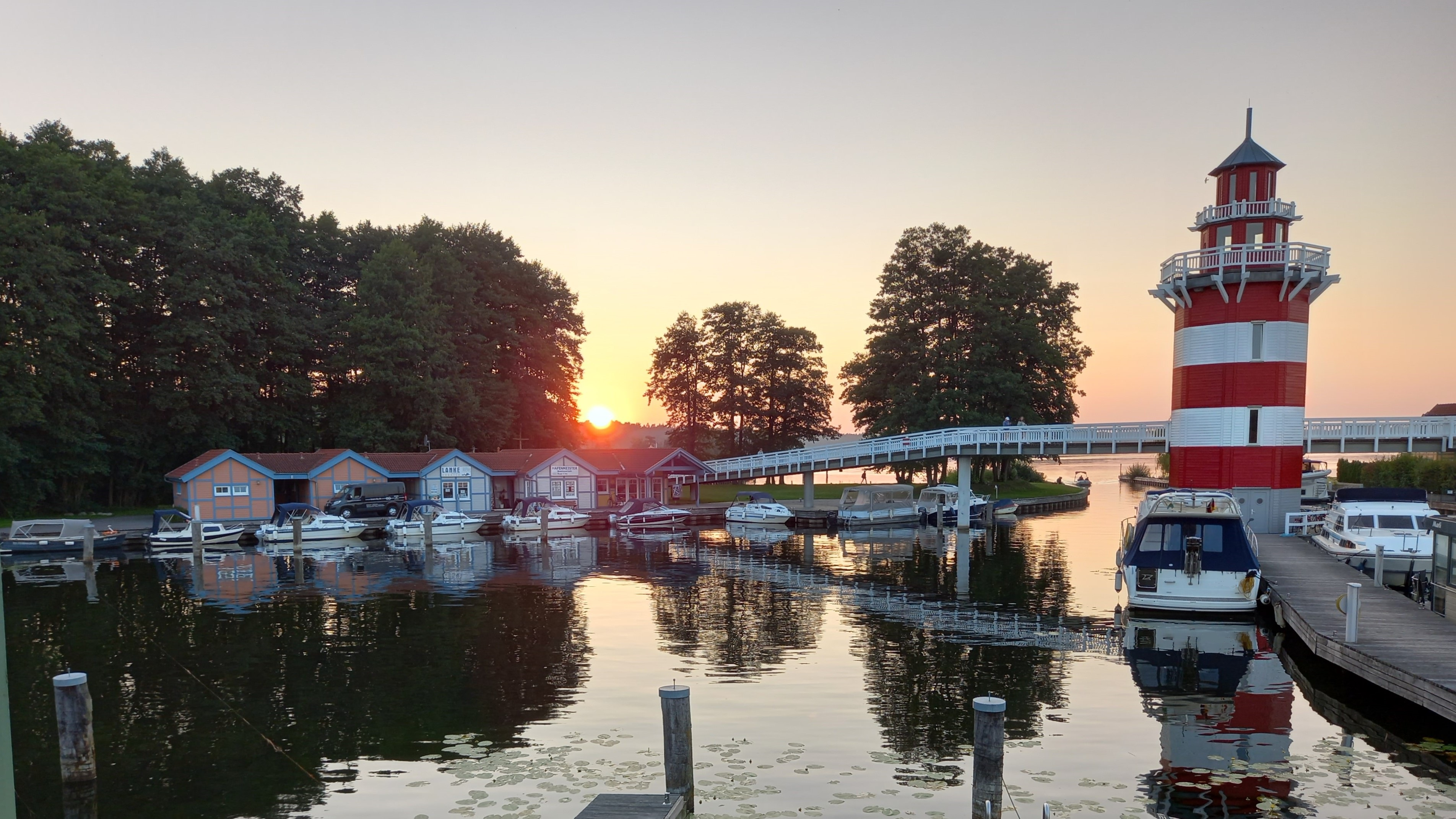
Blick vom Hafendorf zum Rheinsberger See

Wegen des Schlosses und der reizvollen Umgebung spielt der Tourismus vor allem als Naherholungsgebiet im Einzugsbereich von Berlin eine übergeordnete Rolle. Zur Erschließung trägt unter anderem das „Hafendorf Rheinsberg“ mit Leuchtturm (ohne nautische Funktion), Wasserwanderrastplatz und hölzernen Ferienreihenhäusern am Rheinsberger See und das barrierefreie Hotel Seehotel Rheinsberg der gemeinnützigen Fürst Donnersmarck-Stiftung (Berlin) am Grienericksee bei.

### Bildung
- Grund- und Oberschule Schulzentrum „Bildungscampus-Rheinsberg“
- Grundschule Flecken Zechlin
- Berufsgenossenschaftliche Bildungsstätte „Linowsee“ im Ortsteil Linow
- DGB-Jugendbildungsstätte Flecken Zechlin

## Persönlichkeiten

### Ehrenbürger
- Martin Henning (1875–1955), Arzt[30]
- Hellmut Ambrosius (1904–1992), Schlossgärtner[30]
- 1984: Siegfried Matthus (1934–2021), Komponist, Leiter der Kammeroper Schloss Rheinsberg
- 1986: Detlef Karg (* 1945), Gartenarchitekt
- 1996: Jürgen Graf (1927–2007), Hörfunkjournalist, Förderer der Stadt[31]
- 2003: Hans-Joachim Giersberg (1938–2014), Generaldirektor der Stiftung Preußische Schlösser und Gärten Berlin-Brandenburg[32]
- 2003: Christian Carstens, Keramikunternehmer und Kommunalpolitiker[32][33]
- 2011: Siegfried Schweitzer (* 1941), Vorsitzender des Rheinsberger Carneval Clubs (RCC) und des Arbeitergesangvereins Vorwärts[34]

### Söhne und Töchter der Stadt
- Emilie Hoguet (1801–1869), Tänzerin und Mitglied des Berliner Hoftheaters
- Reinhold Weber (1813–1894), königlich preußischer Generalmajor
- Wilhelm Richter-Rheinsberg (1866–1933), Maler, Graphiker und Lehrer
- Wilhelm von Nathusius (1893–1952), Bürgermeister in Wiesbaden und hoher Beamter der Bundesregierung
- Reinhart Berger (1910–1994), Verwaltungsjurist
- Gad Granach (1915–2011), jüdischer Emigrant
- Heinz Villain (1921–1996), SS-Unterscharführer und Blockführer im KZ Majdanek
- Erhard Egidi (1929–2014), Kirchenmusiker
- Hermann Burde (* 1943), Leichtathlet
- Lothar Baumgarten (1944–2018), Installationskünstler
- Eike Schönfeld (* 1949), Anglist und Übersetzer
- Norbert Pewestorff (* 1952), Politiker (Die Linke)

### Mit Rheinsberg verbundene Persönlichkeiten
- Friedrich II. (1712–1786), bewohnte als Kronprinz Friedrich Schloss Rheinsberg 1736–1740
- Johann Samuel Sello (1724–1787), Hofgärtner in Rheinsberg
- Prinz Heinrich von Preußen (1726–1802), bewohnte Schloss Rheinsberg 1752–1802
- Karl Wilhelm Hennert (1739–1800), Forstmann, Schlossbauinspektor in Rheinsberg
- Wilhelm Barth (1779–1852), Architektur- und Landschaftsmaler, lebte in Rheinsberg
- Gottfried Forck (1923–1996), evangelischer Bischof, lebte in Rheinsberg
- Siegfried Matthus (1934–2021), Komponist, Leiter der Kammeroper Schloss Rheinsberg
- Peter Böthig (* 1958), Literaturwissenschaftler, Leiter des Kurt-Tucholsky-Literaturmuseums im Schloss Rheinsberg
- Ulrike Liedtke (* 1958), Musikwissenschaftlerin, 1991–2014 Direktorin der Musikakademie Rheinsberg
- Uwe Hohn (* 1962), Speerwerfer, in Rheinsberg aufgewachsen
- Frederik Over (* 1967), Politiker (PDS/Die Linke) und Kleinunternehmer, lebt in Rheinsberg